# Hřbitovní škola

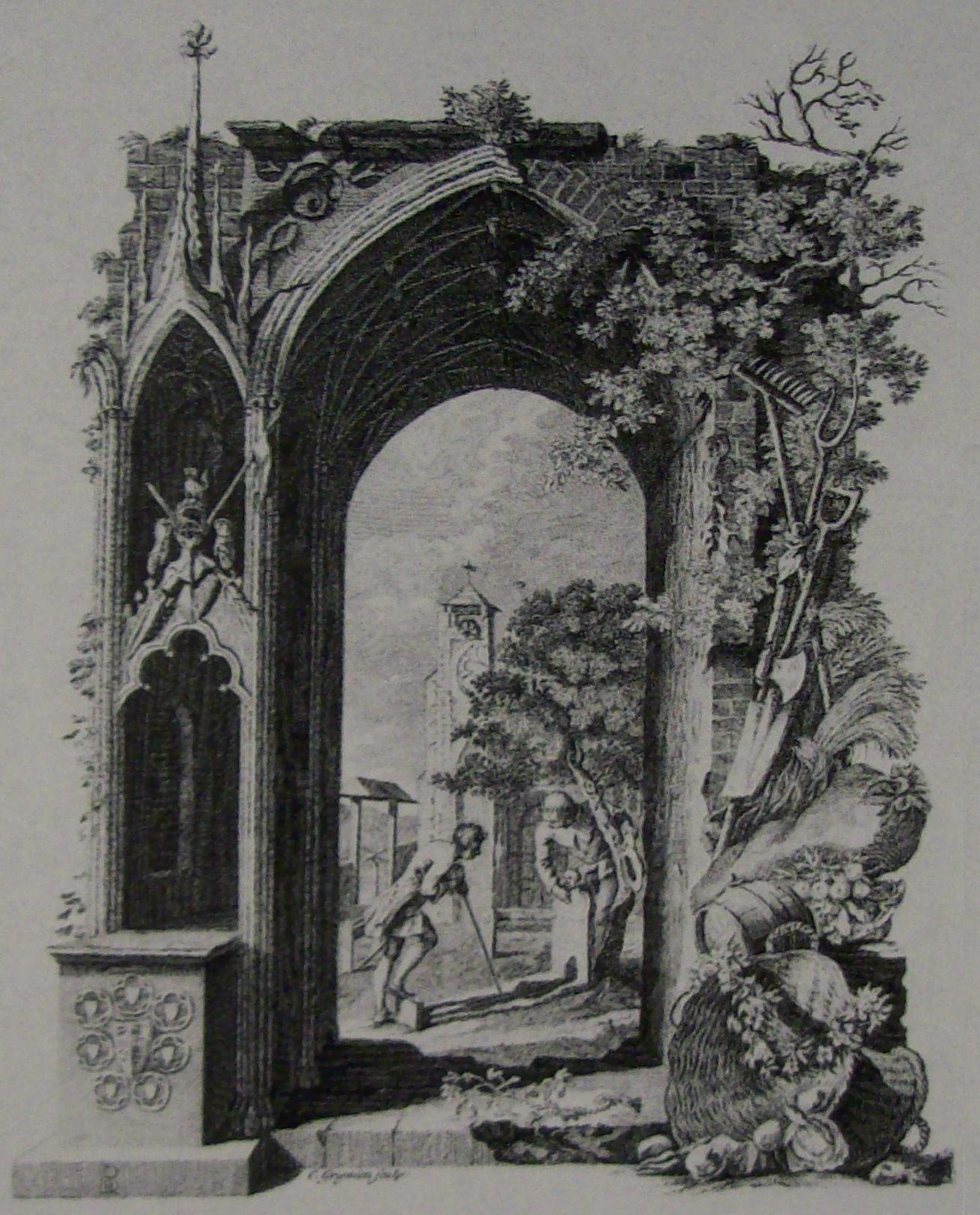
Frontispice k vydání Elegie psáné na hřbitově vesnickém z roku 1753

Hřbitovní škola (v angličtině se užívá termín Graveyard Poets nebo Graveyard school) je označení pro volnou skupinu anglických preromantických básníků 18. století, jejímž hlavním tématem jsou pochmurné meditace o smrtelnosti, lebkách a rakvích, epitafech a červech (skulls and coffins, epitaphs and worms, jak se praví v básni The Grave (1743, Hrob) od Roberta Blaira) v prostředí hřbitova. Bývá tak často chápána jako předzvěst žánru gotického románu a měla velký vliv na básníky anglického romantismu.
Cílem básníků hřbirovní školy bylo záměrně rozněcovat filozofickou melancholii (Philosophic Melancholy) jako nový zdroj citovosti, poezie a ctnosti, kterou Thomas Gray nazval bílou melancholií (white melancholy) na rozdíl od trýznivé černé melancholie, kterou podle něho trpěl Hamlet. Používali k tomu osamělé rozjímání v různých pochmurných scenériích jako je polorozpadlý gotický kostel s břečťanem porostlou věží osvětlovaný bledou měsíční září, opuštěná márnice s jedinou mdlou svíčkou, větrem pročesávaný hřbitovní trávník, houkání sovy atp. Tímto způsobem navozená teskná nálada podle nich obměkčovala srdce, vyvolávala ctnostné pocity, odvracela mysl od zkaženosti světa a osvobozovala představivost od konvencí civilizovaného života.
Patrně první básní, která je do hřbitovní školy řazena, je A Night-Piece on Death (1717, Noční skladba na smrt) Thomase Parnella, která svou citovostí předjímá pozdější básnická rozjímání o odevzdanosti osudu a smrti. Za základní dílo hřbitovní školy je však považována báseň Nářek aneb Noční rozjímání o životě, smrti a nesmrtelnosti (1742–1745, The Complaint, or Night Thoughts on Life, Death, and Immortality) od Edwarda Younga. Dalšími autory byly přidávány pocity tajuplnosti a vážnosti, zájem o starodávné anglické básnické formy a lidovou poezii. Za myšlenkové vyvrcholení školy lze považovat Elegii psanou na hřbitově vesnickém (1750, Elegy Written in a Country Churchyard) od Thomase Grayho.
K dalším básníkům hřbitovní školy patří zejména Thomas Percy, William Collins, Mark Akenside, Joseph Warton a jeho bratr Thomas Warton, často je mezi ně řazen William Cowper.
Hřbitovní škola byla ve své době velmi slavná a vlivná, ve veřejném mínění vzbudila neklid a určila směr a náladu anglické poezie v druhé polovině 18. století. Její ohlasy je možno najít i v českém obrozeneckém básnictví (například u Jana Nejedlého a Josefa Jungmanna) a také u Karla Hynka Máchy.

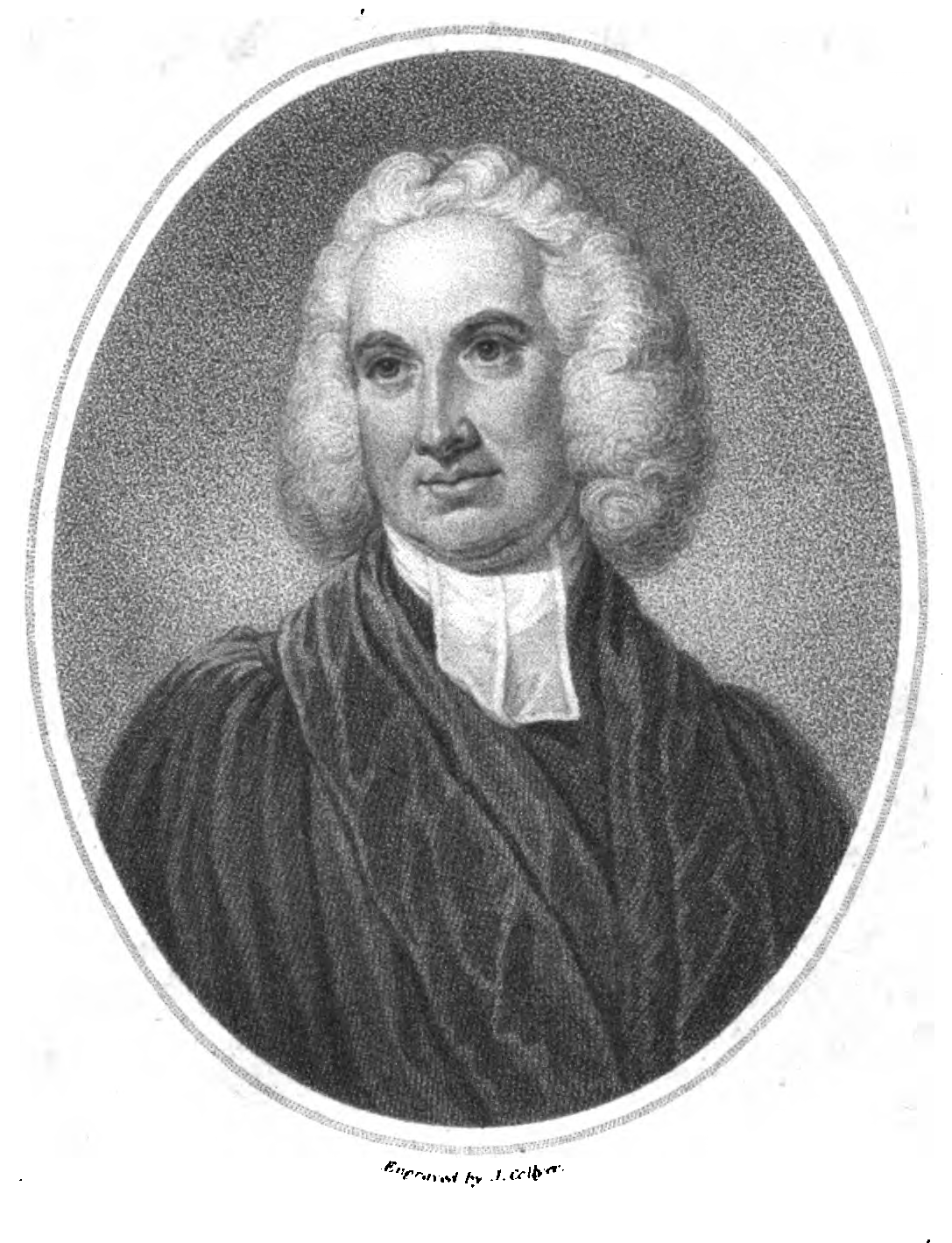
Edward Young
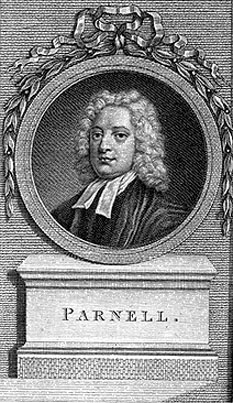
Thomas Parnell
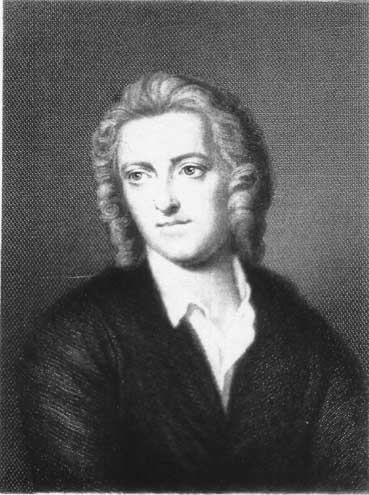
Thomas Gray
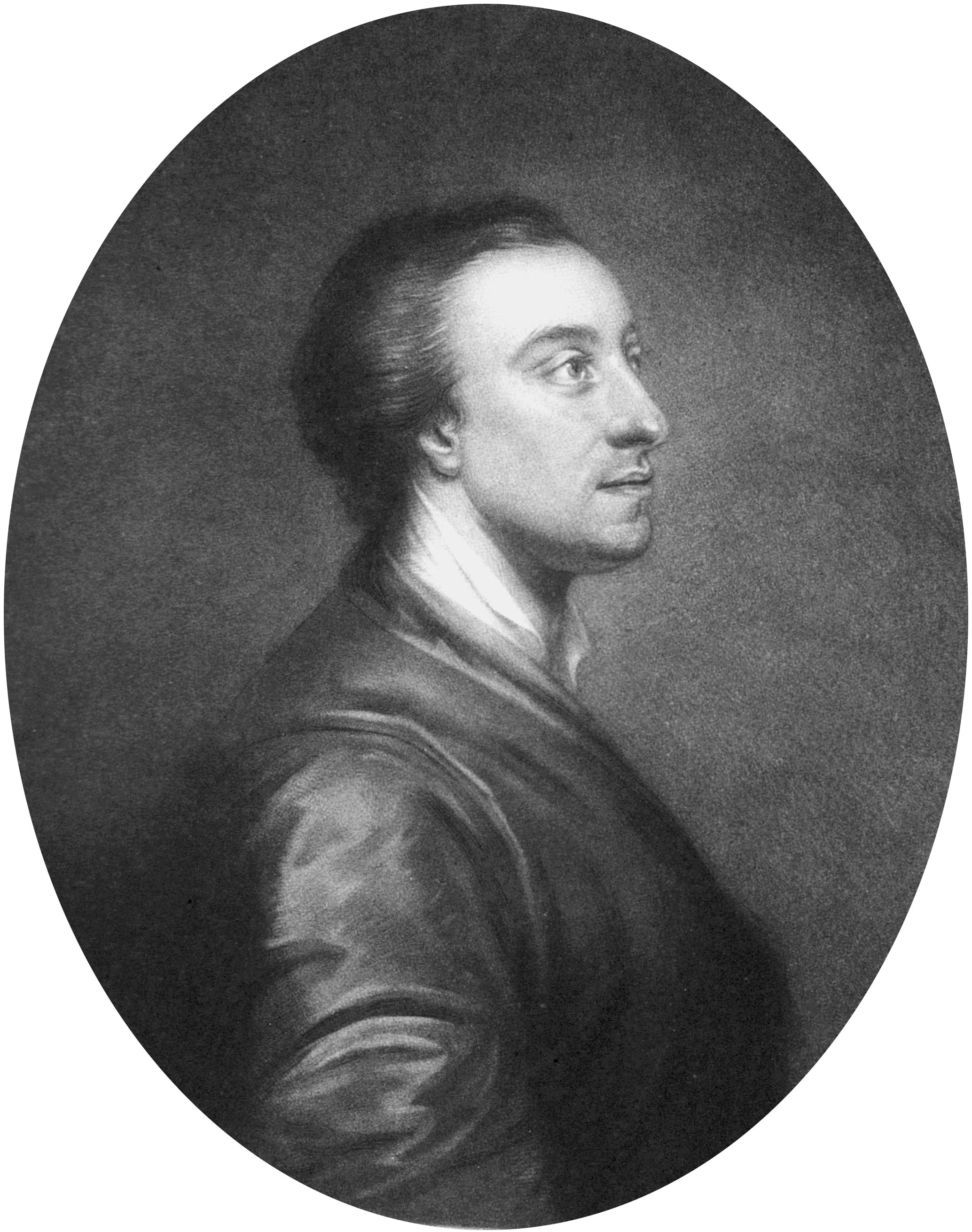
Mark Akenside
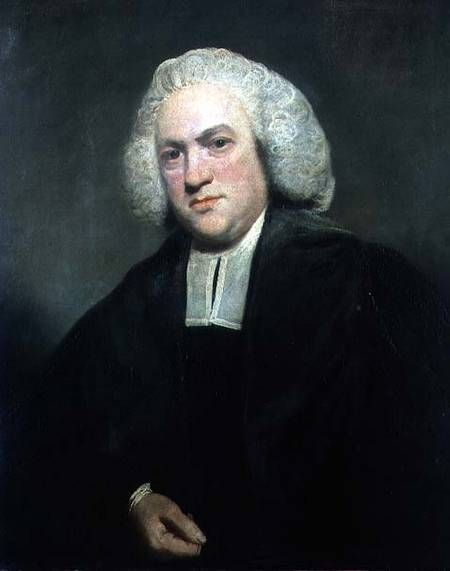
Joseph Warton
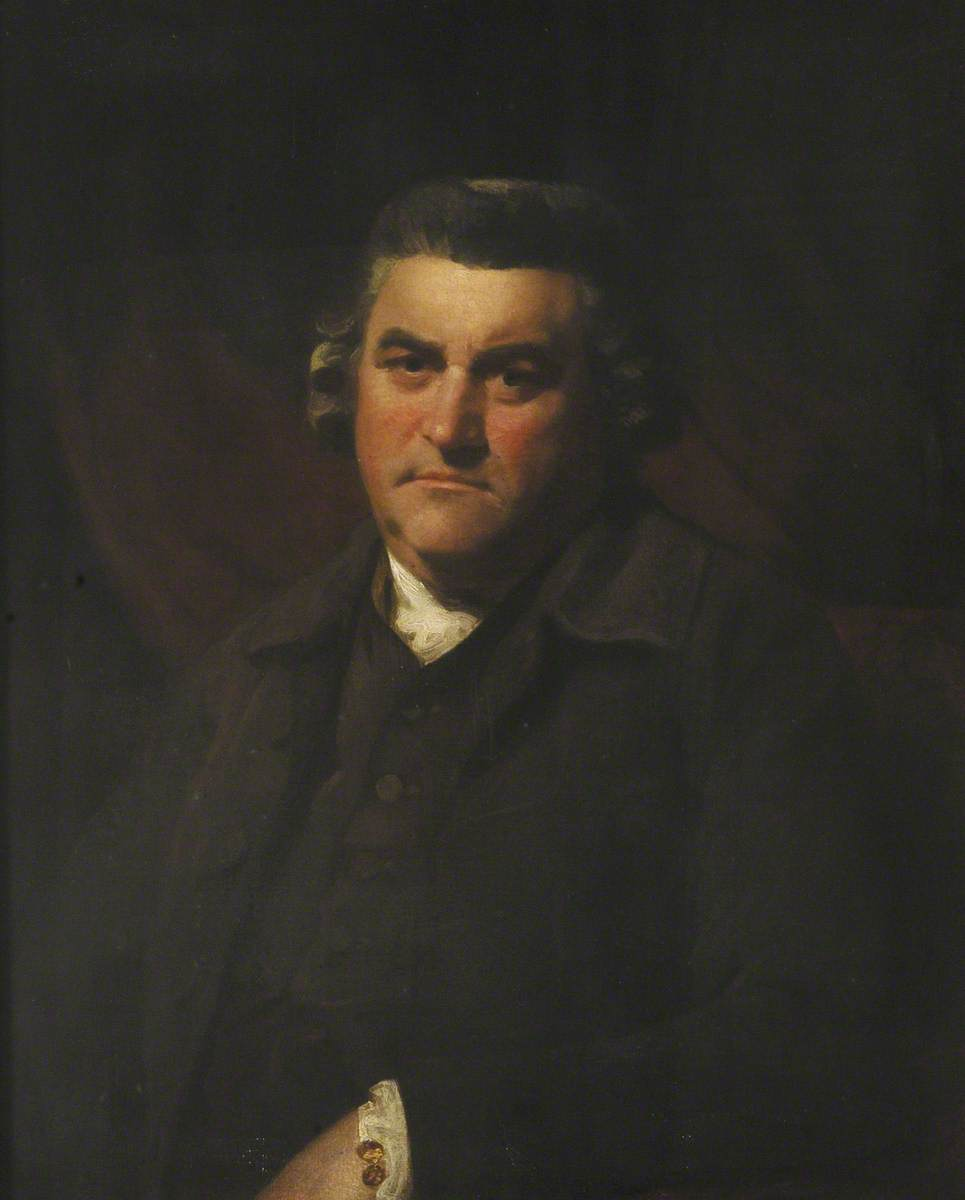
Thomas Warton
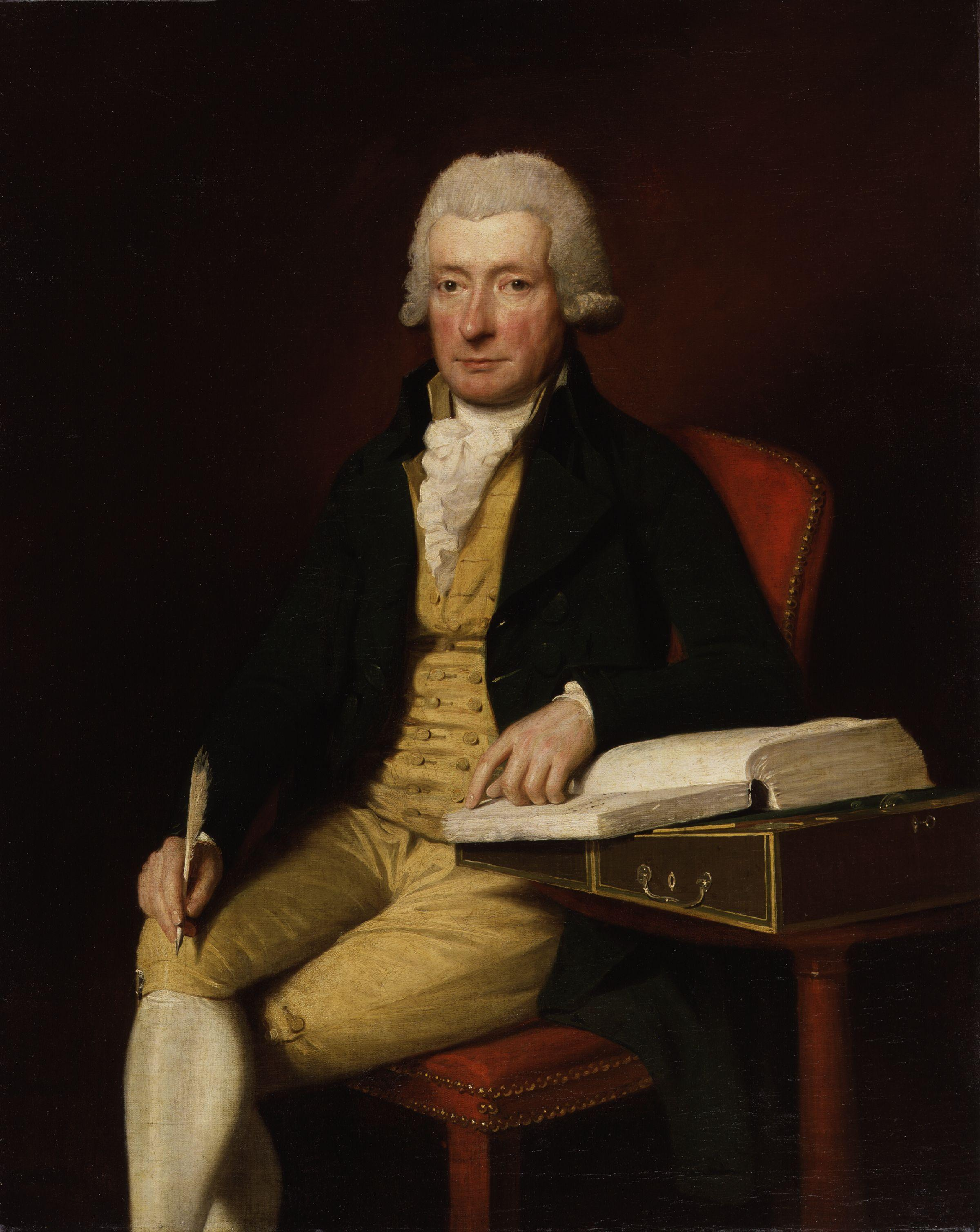
William Cowper